# The Ukrainian Oldtimers
The Ukrainian Oldtimers — канадський український гурт з Вініпегу (Манітоба), який позиціонує себе, як Ukrainian Polka & Dance Band. Репертуар гурту складають українські польки, жавртівливі пісні, українські народні пісні, кантрі-мелодії, фокстроти тощо. Особливою прикметою гурту є виразні наклідні вуса та бороди. Творчий доробок нараховує понад 20 альбомів.
Гурт сформувався навколо подружжя Нестора та Лінди Шидловських (Ness and Linda Shydlowsky). В 1999 році The Ukrainian Oldtimers провели тур Україною.

## Склад
- Steve Myk — Скрипка
- Ted Paley — Барабани і Вокал
- Bill Scherbatiuk — Гітара, Вокал, і Саксофон
- Linda Shydlowsky — Цимбали, Бас-гітара і Вокал
- Ness Shydlowsky — Акордеон і Вокал

## Дискографія
- Volume 1
- Hot Ukrainian Music
- Dance Fever
- Memories Of Ukrainian Christmas
- At A Ukrainian Barn Dance
- Bloopers — Songs, Music & Jokes
- Who Stole The Keeshka
- Wasn't That A Party
- 8 cylinder Ukrainian Music
- A Ukrainian Family Christmas
- 10th Anniversary Edition
- Ukrainian Hillbilly Music
- A Ukrainian Tradition
- Zhartih ee Smeehih
- Bykih ee Smeehih
- No More Bread N Butter
- John Deere
- Zabava Time
- Dance Your Feet Off
- A Salute To The Ukrainian Farmer
- A Tribute To The Ukrainian Farmer
- A Ukrainian Dynasty
- Hitting The Rhubarb Patch
- Home Spun/Home Brewed
- It's Fun 2 Bee Ukrainian
- Kick Ass Polkas
- Rock Em — Sock Em
- The Perogy Dance
- Zabava — Zabava